# Associazione Calcio Brescia 1964-1965
Questa pagina raccoglie i dati riguardanti l'Associazione Calcio Brescia nelle competizioni ufficiali della stagione 1964-1965.

## Stagione
Il Brescia ha partecipato al campionato di Serie B 1964-1965. Per la prima volta nella loro storia, le rondinelle vincono il campionato cadetto con 49 punti in classifica davanti al Napoli secondo con 48 punti e alla SPAL terza con 47 punti, tutte e tre promosse in Serie A. Retrocedono in Serie C il Bari con 33 punti, la Triestina con 28 punti ed il Parma con 23 punti. Dopo diciotto anni di attesa, il Brescia ritorna nel massimo campionato.
Nuovo il presidente nella persona di Giacomo Ghidini. Si riparte con lo stesso allenatore: Renato Gei. Faustino Turra passa al Bologna in cambio di Edmondo Lorenzini, Gino Raffin viene ceduto al Palermo in cambio di Santino Maestri, Armanno Favalli passa al Foggia & Incedit e Romano Di Bari va al Verona. Dal Potenza arriva la mezzala Giusto Lodi e dal Prato l'ala Fernando Veneranda. Campionato stabilmente nelle prime posizioni della classifica dall'inizio alla fine del torneo cadetto. La certezza della promozione arriva il 13 giugno al fischio finale di Palermo-Brescia (1-2) alla penultima di campionato. Con 20 reti Virginio De Paoli è capocannoniere della Serie B con Sergio Clerici del Lecco. 
In Coppa Italia, superato il primo turno con la vittoria sul Mantova per 2-0 in casa, il Brescia viene eliminato al secondo turno dalla Juventus (1-0 a Torino), schierando una squadra di giovani.

## Rosa
| N. |                   | Ruolo | Calciatore                   |
| -- | ----------------- | ----- | ---------------------------- |
|    | Italia (bandiera) | P     | Luigi Brotto                 |
|    | Italia (bandiera) | P     | Paolo Cimpiel                |
|    | Italia (bandiera) | D     | Bernardino Busi              |
|    | Italia (bandiera) | D     | Alberto Fumagalli            |
|    | Italia (bandiera) | D     | Carlo Lancini                |
|    | Italia (bandiera) | D     | Edmondo Lorenzini            |
|    | Italia (bandiera) | D     | Ferdinando Mangili           |
|    | Italia (bandiera) | D     | Eugenio Rizzolini (capitano) |
|    | Italia (bandiera) | D     | Giuseppe Tomasini            |
|    | Italia (bandiera) | D     | Giancarlo Vasini             |
|    | Italia (bandiera) | C     | Ottavio Bianchi              |
|    | Italia (bandiera) | C     | Mino Favini                  |

| N. |                   | Ruolo | Calciatore         |
| -- | ----------------- | ----- | ------------------ |
|    | Italia (bandiera) | C     | Severino Josio     |
|    | Italia (bandiera) | C     | Giusto Lodi        |
|    | Italia (bandiera) | C     | Santino Maestri    |
|    | Italia (bandiera) | C     | Egidio Salvi       |
|    | Italia (bandiera) | C     | Azeglio Vicini     |
|    | Italia (bandiera) | A     | Virginio De Paoli  |
|    | Italia (bandiera) | A     | Abbondanzio Pagani |
|    | Italia (bandiera) | A     | Luigi Toschi       |
|    | Italia (bandiera) | A     | Fernando Veneranda |
|    | Italia (bandiera) | A     | Walter Frisoni     |
|    | Italia (bandiera) | A     | Parzani            |
|    | Italia (bandiera) | A     | Gianni Borgo       |

## Risultati

### Serie B

#### Girone di andata
| Arbitro: | Laureti (Rimini) |

|           |           |                      |
| Pinti 63’ | Marcatori | 20’ Bianchi 34’ Lodi |

| Arbitro: | Piantoni (Terni) |

|              |           |  |
| De Paoli 32’ | Marcatori |  |

| Trani 27 settembre 1964 3ª giornata | Trani               | 0 – 0 | Brescia | Stadio Comunale (7.000 spett.)\| Arbitro: \| Bernardis (Trieste) \| |
| Arbitro:                            | Bernardis (Trieste) |       |         |                                                                     |

| Arbitro: | Rancher (Roma) |

|            |           |                        |
| Dianti 38’ | Marcatori | 9’ De Paoli 63’ Pagani |

| Brescia 11 ottobre 1964 5ª giornata | Brescia            | 0 – 0 | Livorno | Stadio Mario Rigamonti\| Arbitro: \| Fiduccia (Marsala) \| |
| Arbitro:                            | Fiduccia (Marsala) |       |         |                                                            |

| Arbitro: | Monti (Ancona) |

|           |           |           |
| Conti 66’ | Marcatori | 87’ Salvi |

| Arbitro: | Marchiori (Padova) |

|              |           |              |
| De Paoli 64’ | Marcatori | 81’ Melonari |

| Arbitro: | Carminati (Milano) |

|             |           |  |
| Longoni 80’ | Marcatori |  |

| Arbitro: | Marengo (Chiavari) |

|                   |           |  |
| De Paoli 81’, 84’ | Marcatori |  |

| Arbitro: | Righetti (Torino) |

|                         |           |                                 |
| De Nardi 58’ Panara 81’ | Marcatori | 41’ Maestri 79’ (rig.) De Paoli |

| Arbitro: | Acernese (Roma) |

|                   |           |                          |
| Santon 45’ (rig.) | Marcatori | 42’, 85’ (rig.) De Paoli |

| Arbitro: | Bernardis (Trieste) |

|                         |           |  |
| De Paoli 23’ Pagani 87’ | Marcatori |  |

| Arbitro: | Monti (Ancona) |

|             |           |              |
| Codecasa 4’ | Marcatori | 74’ De Paoli |

| Arbitro: | Fogliamanzillo (Torre Annunziata) |

|                           |           |  |
| Varglien 8’ (aut.) Pagani | Marcatori |  |

| Arbitro: | Rancher (Roma) |

|          |           |  |
| Zeno 55’ | Marcatori |  |

| Arbitro: | Gonella (Torino) |

|                                       |           |             |
| Veneranda 5’ Maestri 6’, 75’ Lodi 81’ | Marcatori | 51’ Corelli |

| Catanzaro 17 gennaio 1965 17ª giornata | Catanzaro                    | 0 – 0 | Brescia | Stadio Comunale\| Arbitro: \| De Robbio (Torre Annunziata) \| |
| Arbitro:                               | De Robbio (Torre Annunziata) |       |         |                                                               |

| Brescia 24 gennaio 1965 18ª giornata | Brescia          | 0 – 0 | Palermo | Stadio Mario Rigamonti\| Arbitro: \| Piantoni (Terni) \| |
| Arbitro:                             | Piantoni (Terni) |       |         |                                                          |

| Arbitro: | Bernardis (Trieste) |

|           |           |  |
| Salvi 57’ | Marcatori |  |

#### Girone di ritorno
| Arbitro: | Frullini (Firenze) |

|                          |           |          |
| Bianchi 74’ De Paoli 85’ | Marcatori | 5’ Pinti |

| Arbitro: | Roversi (Bologna) |

|             |           |                                 |
| Sartore 53’ | Marcatori | 22’ Pagani 68’ Lodi 72’ Bianchi |

| Arbitro: | Vitullo (Roma) |

|              |           |  |
| De Paoli 79’ | Marcatori |  |

| Arbitro: | Monti (Ancona) |

|              |           |                |
| De Paoli 72’ | Marcatori | 14’ Bercellino |

| Arbitro: | Gonella (Torino) |

|                              |           |  |
| Giampaglia 5’ Mascalaito 68’ | Marcatori |  |

| Arbitro: | Righetti (Torino) |

|                             |           |                 |
| De Paoli 49’, 51’ Salvi 67’ | Marcatori | 78’ De Robertis |

| Monza 21 marzo 1965 26ª giornata | Monza          | 0 – 0 | Brescia | Stadio Città di Monza\| Arbitro: \| Pieroni (Roma) \| |
| Arbitro:                         | Pieroni (Roma) |       |         |                                                       |

| Arbitro: | Roversi (Bologna) |

|            |           |  |
| Pagani 16’ | Marcatori |  |

| Padova 11 aprile 1965 28ª giornata | Padova         | 0 – 0 | Brescia | Stadio Silvio Appiani\| Arbitro: \| Monti (Ancona) \| |
| Arbitro:                           | Monti (Ancona) |       |         |                                                       |

| Arbitro: | Piantoni (Terni) |

|                      |           |  |
| Salvi 1’ Maestri 71’ | Marcatori |  |

| Arbitro: | Sebastio (Taranto) |

|            |           |              |
| Vicini 48’ | Marcatori | 19’ Bertogna |

| Arbitro: | De Marchi (Pordenone) |

|                        |           |            |
| Muzzio 22’ Pezzato 30’ | Marcatori | 42’ Pagani |

| Arbitro: | Di Tonno (Lecce) |

|  |           |              |
|  | Marcatori | 80’ Cardillo |

| Arbitro: | Pieroni (Roma) |

|  |           |                        |
|  | Marcatori | 46’, 51’, 70’ De Paoli |

| Arbitro: | Gonella (Torino) |

|                        |           |  |
| Bianchi 26’ Pagani 61’ | Marcatori |  |

| Arbitro: | Politano (Cuneo) |

|                                     |           |  |
| Canè 2’, 51’ Fraschini 22’ Bean 73’ | Marcatori |  |

| Arbitro: | Bernardis (Trieste) |

|              |           |                     |
| De Paoli 54’ | Marcatori | 34’ (aut.) Tomasini |

| Arbitro: | D'Agostini (Roma) |

|                    |           |                           |
| Tinazzi 16’ (rig.) | Marcatori | 40’ Veneranda Maestri 81’ |

| Arbitro: | Marchiori (Padova) |

|            |           |  |
| Calloni 1’ | Marcatori |  |

### Coppa Italia
| Arbitro: | Acernese (Roma) |

|                            |           |  |
| Veneranda 49’ De Paoli 55’ | Marcatori |  |

| Arbitro: | Sebastio (Taranto) |

|             |           |  |
| Del Sol 38’ | Marcatori |  |

## Statistiche

### Statistiche di squadra
Fonte:
| Competizione | Punti | In casa | In casa | In casa | In casa | In casa | In casa | In trasferta | In trasferta | In trasferta | In trasferta | In trasferta | In trasferta | Totale | Totale | Totale | Totale | Totale | Totale | DR  |
| Competizione | Punti | G       | V       | N       | P       | Gf      | Gs      | G            | V            | N            | P            | Gf           | Gs           | G      | V      | N      | P      | Gf     | Gs     | DR  |
| ------------ | ----- | ------- | ------- | ------- | ------- | ------- | ------- | ------------ | ------------ | ------------ | ------------ | ------------ | ------------ | ------ | ------ | ------ | ------ | ------ | ------ | --- |
| Serie B      | 49    | 19      | 12      | 6       | 1       | 27      | 8       | 19           | 6            | 7            | 6            | 19           | 20           | 38     | 18     | 13     | 7      | 46     | 28     | +18 |
| Coppa Italia |       | 1       | 1       | 0       | 0       | 2       | 0       | 1            | 0            | 0            | 1            | 0            | 1            | 2      | 1      | 0      | 1      | 2      | 1      | +1  |
| Totale       |       | 20      | 13      | 6       | 1       | 29      | 8       | 20           | 6            | 7            | 7            | 19           | 21           | 40     | 19     | 13     | 8      | 48     | 29     | +19 |

### Statistiche dei giocatori
| Giocatore    | Serie B  | Serie B | Coppa Italia | Coppa Italia | Totale   | Totale |
| Giocatore    | Presenze | Reti    | Presenze     | Reti         | Presenze | Reti   |
| ------------ | -------- | ------- | ------------ | ------------ | -------- | ------ |
| O. Bianchi   | 32       | 3       | 1            | 0            | 33       | 3      |
| G. Borgo     | -        | -       | 1            | 0            | 1        | 0      |
| L. Brotto    | 38       | -28     | 1            | -0           | 39       | -28    |
| B. Busi      | 3        | 0       | 1            | 0            | 4        | 0      |
| P. Cimpiel   | 0        | 0       | 2            | -1           | 2        | -1     |
| V. De Paoli  | 33       | 20      | 1            | 1            | 34       | 21     |
| M. Favini    | 8        | 0       | 1            | 0            | 9        | 0      |
| W. Frisoni   | -        | -       | 1            | 0            | 1        | 0      |
| A. Fumagalli | 28       | 0       | -            | -            | 28       | 0      |
| S. Josio     | 1        | 0       | 1            | 0            | 2        | 0      |
| C. Lancini   | 11       | 0       | 2            | 0            | 13       | 0      |
| G. Lodi      | 26       | 3       | 1            | 0            | 27       | 3      |
| E. Lorenzini | 20       | 0       | 1            | 0            | 21       | 0      |
| S. Maestri   | 21       | 5       | 1            | 0            | 22       | 5      |
| F. Mangili   | 22       | 0       | 1            | 0            | 23       | 0      |
| A. Pagani    | 35       | 7       | 1            | 0            | 36       | 7      |
| Parzani      | -        | -       | 1            | 0            | 1        | 0      |
| E. Rizzolini | 35       | 0       | 1            | 0            | 36       | 0      |
| G. Tomasini  | 1        | 0       | 1            | 0            | 2        | 0      |
| E. Salvi     | 26       | 4       | 2            | 0            | 28       | 4      |
| L. Toschi    | 1        | 0       | -            | -            | 1        | 0      |
| G. Vasini    | 30       | 0       | 1            | 0            | 31       | 0      |
| A. Vicini    | 22       | 1       | 1            | 0            | 23       | 1      |
| F. Veneranda | 25       | 2       | 1            | 1            | 26       | 3      |